# OPTICS
OPTICS（英語：Ordering points to identify the clustering structure）是由米哈伊爾·安克斯特（Mihael Ankerst）、馬庫斯·M·布呂尼希（Markus M. Breunig）、漢斯-彼得·克里戈爾和約爾格·桑德（Jörg Sander）提出的基于密度的聚类分析算法。OPTICS并不依赖全局变量来确定聚类，而是将空间上最接近的点相邻排列，以得到数据集合中的对象的线性排序。排序后生成的序列存储了与相邻点之间的距离，并最终生成了一个 dendrogram 。OPTICS算法的思路与DBSCAN类似，但是解决了DBSCAN的一个主要弱点，即如何在密度变化的数据中取得有效的聚类。同时 OPTICS也避免了多数聚类算法中对输入参数敏感的问题。

## 复杂度
类似于DBSCAN，OPTICS处理数据集中的每个点，在这个过程中进行{\displaystyle \varepsilon }-邻域查询。如果保证给定空间坐标时候，邻域查询可以以{\displaystyle O(\log n)}的复杂度完成，可以得到总时间复杂度为{\displaystyle O(n\cdot \log n)}。OPTICS原始论文的作者表明OPTICS算法比DBSCAN算法慢常数1.6倍。由于值过大可能会使邻域查询的的时间复杂度降至线性，这个数值可能会显著变化。
实践中，选择{\displaystyle \varepsilon >\max _{x,y}d(x,y)}（大于数据集中的最大距离）是可能的，但由于每此领域查询会在整个数据集中进行，时间复杂度会降至平方。即使没有可用的空间索引，也会产生额外的堆管理成本。 因此{\displaystyle \varepsilon }应当被仔细选择。

## 软件实现
ELKI数据挖掘框架提供了OPTICS、OPTICS-OF、DeLi-Clu、HiSC、HiCO和DiSH的Java实现。
R语言中，dbscan包提供了OPTICS的C++实现。
Python中，PyClustering库和Scikit-learn库实现了OPTICS；hdbscan库提供了HDBSCAN*实现。